# Vitaly Dunaytsev
Vitaly Vladimirovich Dunaytsev (12 de abril de 1992) é um pugilista russo, medalhista olímpico. 

## Carreira
Vitaly Dunaytsev competiu na Rio 2016, na qual conquistou a medalha de prata no peso meio-médio-ligeiro.